# Theodor Svedberg
Theodor Svedberg (født 30. august 1884, død 25. februar 1971) var en svensk kemiker og Nobelprismodtager. Hans arbejde med kolloider støttede teorierne om Brownske bevægelser udtænkt af Albert Einstein og den polske geofysiker Marian Smoluchowski. Under sit arbejde udviklede han teknikken til analytisk ultracentrifugering og demonstrerede dets anvendelse til at skelne mellem rene proteiner.
Enheden svedberg (symbol S), en tidsenhed tællende for 10-13 s eller 100 fs, er navngivet efter ham.